# الی مایر
الی مایر (انگلیسی: Elisabeth Mayr؛ زادهٔ ۱۸ ژانویهٔ ۱۹۹۶) بازیکن فوتبال اهل اتریش است.
از باشگاه‌هایی که در آن بازی کرده‌است می‌توان به باشگاه فوتبال بایرن مونیخ اشاره کرد.
وی همچنین در تیم‌های ملی فوتبال Germany women's national under-17 football team و زنان اتریش بازی کرده‌است.